# Dědictví aneb Kurvaseneříká
Dědictví aneb Kurvaseneříká je česká filmová komedie z roku 2014 režiséra Roberta Sedláčka s Bolkem Polívkou v hlavní roli. Navazuje na film Dědictví aneb Kurvahošigutntag z roku 1992 a účinkuje v ní celá řada herců z předchozího dílu. Natáčela se od května do srpna 2013, mezi filmové lokality patřil např. zámek u Sedlčan, domov seniorů v Pyšelích na Benešovsku (ten se pro potřeby natáčení proměnil v protialkoholní léčebnu), farma v Olšanech a další místa v okolí Prahy a Brna.

## Herecké obsazení

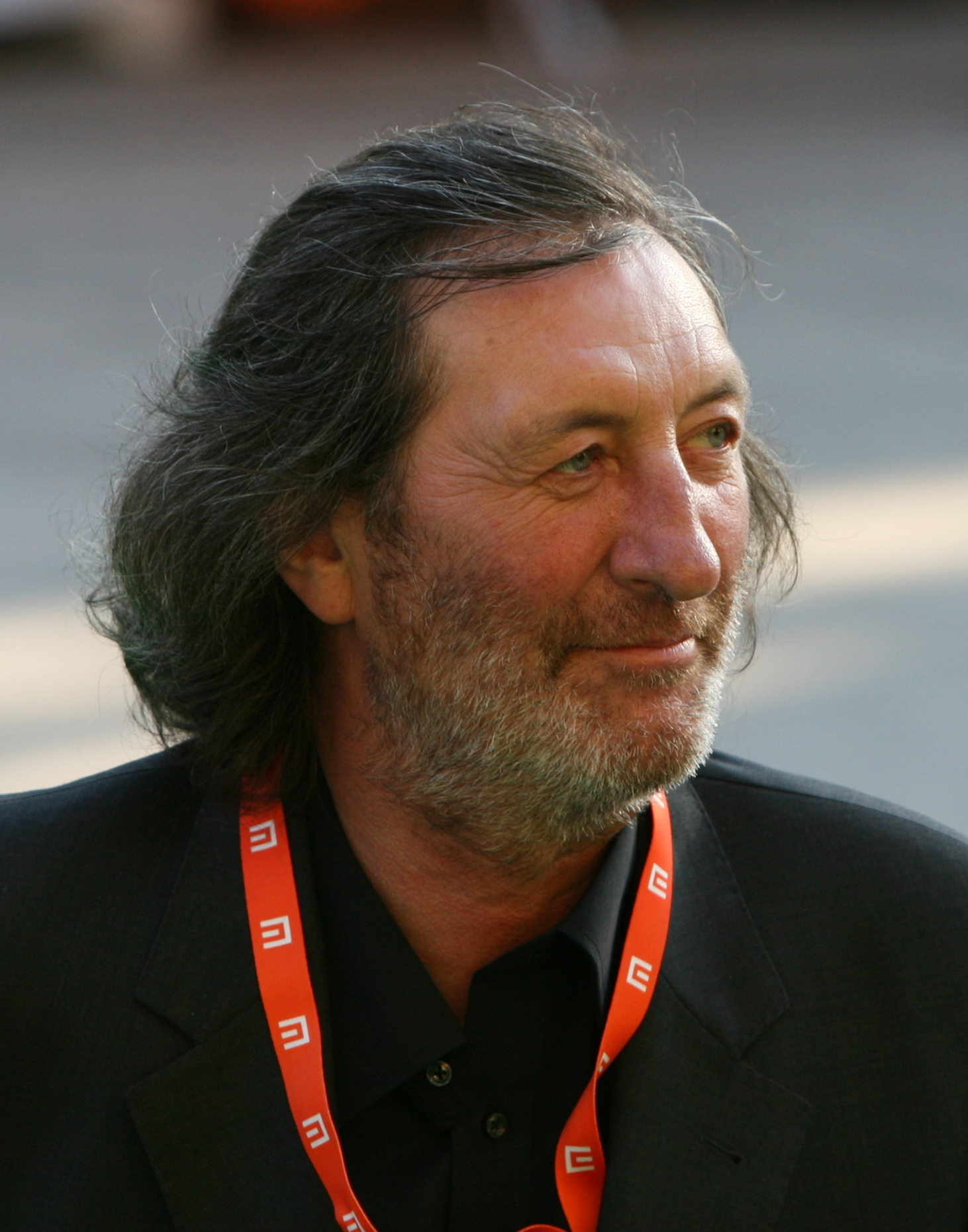
Bolek Polívka, ve filmu Bohuš Stejskal

- Boleslav Polívka – Bohumil Stejskal
- Miroslav Donutil – zmizelý právník JUDr. Ulrich
- Ivana Chýlková – Dr. Ulrichová
- Karel Heřmánek – JUDr. Zahradník
- Dagmar Havlová – Vlastička
- Marian Roden – Reisman
- Arnošt Goldflam – Arnošt, správce Bohušova statku
- Jiří Pecha – JUDr. Strážný
- Karel Gott – Karel Gott
- Jitka Čvančarová – Eva Rovnerová, herečka
- Milan Lasica – primář
- Anna Polívková – Anna, dcera Bohumila Stejskala
- Robert Jašków – Daněk, filmový producent
- Ivana Uhlířová – Vrchotová
- Jan Novotný – Špetka
- Jaromír Dulava – číšník
- Břetislav Rychlík – Břeťa
- Ján Sedal – Sedal
- Pavel Zatloukal – Zatloukal
- Michal Pavlata – MUDr. Pavlata
- Hana Křížková – Eleonora
- Rita Jasinská – sestra v léčebně
- Petr Čadek – Vladimír Preclík
- Jan Čenský – moderátor
- Vladimíra Erbová – moderátorka
- Vlastimil Harapes – porotce
- Lucie Borhyová – porotkyně
- Jakub X. Baro – přítel Anny
- Filip Štoček – střihač v přenosovém voze

## Děj

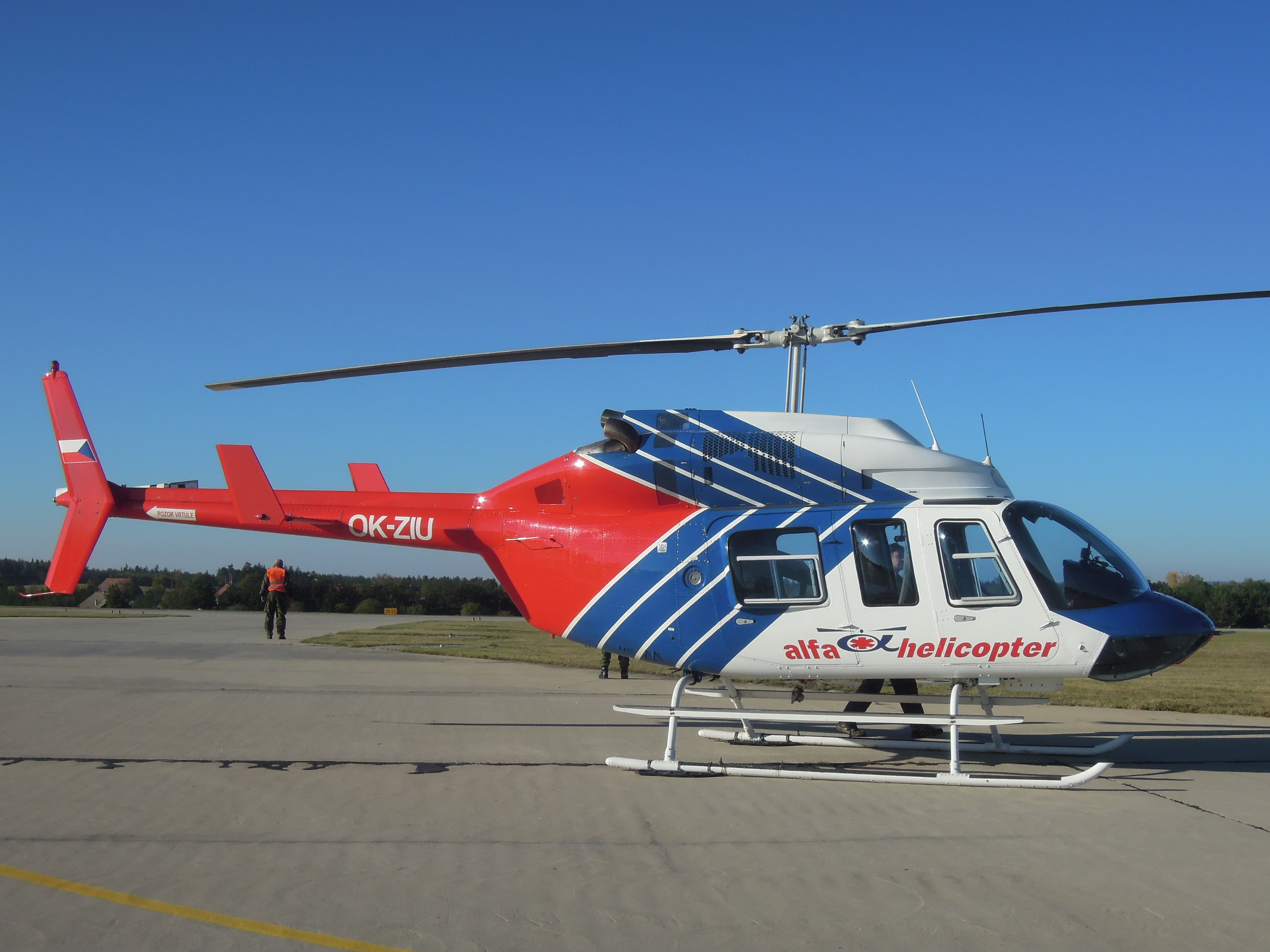
Vrtulník Bell 206L-4T s imatrikulací OK-ZIU společnosti Alfa-Helicopter, jenž byl využit pro potřeby natáčení

Protagonista Bohumil Stejskal řečený Bohuš nouzí netrpí, v předchozím díle zdědil jmění po otci, který zemřel v Argentině. Strádá však citově, zemřela mu partnerka Vlastička. Na pohřbu se ukáže i Irena, Bohušova milenka, která s Vlastou soupeřila v minulém díle o jeho přízeň. Doktorka Ulrichová sděluje Bohušovi, že její manžel, právník Ulrich, je stále nezvěstný a ona ho nechala úředně prohlásit za mrtvého. Jejím novým partnerem je JUDr. Zahradník. Tato dvojička má za lubem připravit Bohuša o pěknou sumu peněz, konkrétně o 7,5 milionu Kč a navíc ho Zahradník hodlá vtlačit do nevýhodných investic (např. koupě zámku, sponzoring filmu). Proletí se s Bohušem vrtulníkem, což se mu zamlouvá a Zahradník boduje.
Bohuš už dlouho abstinoval, ale po smrti Vlastičky začal zase pít. Vlastička se mu pořád zjevuje v představách a napomíná ho. Truchlící vdovec se seznámí s herečkou Rovnerovou a pozve ji na oběd do restaurace. Nabídne jí byt v Praze. Předtím během natáčení scény na zámku se jí zastal a chtěl inzultovat režiséra.
Ulrichová se domáhá 7,5 milionu korun, disponuje podepsanou smlouvou o půjčce. Stejskal se hájí, že peníze jejímu bývalému manželovi Ulrichovi vrátil v hotovosti. Arnoštovi zaplatí opravnou operaci nosu. U doktora si nechá předepsat viagru a vydává se do Prahy navštívit Rovnerovou. Je nemile překvapen, když v bytě najde i producenta Daňka. Svůj sexuální apetit vyřeší kontaktem s Irenou.
Během živého natáčení pořadu Tanec Hvězd způsobí faux pas, když v přímém přenosu požádá Rovnerovou o ruku. Herečka to nepřijme a odejde. Zhrzený Bohuš se stal celebritou, protože režie vysílání nepřerušila a scénu tak měli možnost sledovat diváci u televize. Bohuš domá pořádá oslavu, na kterou přiletí i „božský Kája“, zpěvák Karel Gott.
Bohušova dcera už nevydrží otcovo pití a posílá ho do protialkoholické léčebny (tzv. odmašťovny). Bohuš se skřípěním zubů podepíše hospitalizaci. V ústavu se setká s doktorem Strážným a stane se hrdinou, když vydrží bez zvracení před lékaři antabusovou terapii. Nakonec z léčebny uprchne ve westernovém motivu za pomoci kumpánů na koni a přijíždí do víru hospodské zábavy. Alkoholu ale nepodlehne a vymění ho za vodu. Ráno se na koni vrací do léčebny a na náměstí ho zastaví policejní hlídka. Policisté jsou překvapení, když jim Bohuš řekne, že se vrací do „odmašťovny“ a přitom při testu opilosti nic nenadýchá. 

Doktorka Ulrichová peníze nakonec nedostane, v pravý moment se objeví její ztracený manžel Ulrich a potvrdí, že mu Bohuš celou částku vrátil.
V závěrečné scéně sedí Bohuš s Arnoštem na terase a vyjde najevo, že nakonec zámek koupil a z Arnošta udělal správce zámku.

## Hodnocení
Hodnocení filmu k 1. 1. 2015:
- ČSFD: 35 %
- Kinobox: 43 %
- FDb.cz: 50,4 %
- iDNES.cz: 35 %[3]
- IMDb: 4,3/10